# غوشو جينشيف
غوشو جينشيف (بالبلغارية: Гошо Гинчев)‏ (مواليد 2 ديسمبر 1969) هو لاعب كرة قدم. يلعب مع منتخب بلغاريا لكرة القدم. سبق له أن لعب في كأس العالم لكرة القدم مع منتخب بلاده.

## مسيرته الكروية
لعب غوشو جينشيف خلال مسيرته الاحترافية مع 5 أندية في عشرون موسمًا وسجل خلالها 29 هدفًا ضمن 503 مباراة. حيث فاز في موسم واحد بالكأس وفي ثلاثة مواسم بالدوري.
خاض غوشو جينشيف مسيرته مع نادي بيروي ستارا زاغورا في موسم 1986–87 ليلعب معه سبعة مواسم، مشاركًا في 160 مباراة سجل خلالها 9 أهداف. ثم انتقل إلى نادي ليفسكي صوفيا في موسم 1992–93 واستمر معه طيلة ثلاثة مواسم، حيث شارك في 61 مباراة سجل خلالها هدفًا واحدًا. لينتقل بعدها إلى نادي دنيزلي سبور في موسم 1995–96 لمدة موسم واحد، مشاركًا في 32 مباراة ولم يسجل أي هدف. ثم انتقل إلى نادي أنطاليا سبور في موسم 1996–97 ليلعب معه ستة مواسم، مشاركًا في 182 مباراة سجل خلالها 10 أهداف. هذا وانتقل لاحقًا إلى نادي تشيرنو مور فارنا في موسم 2002–03 واستمر معه طيلة ثلاثة مواسم، مشاركًا في 68 مباراة سجل خلالها 9 أهداف.

## روابط خارجية
- غوشو جينشيف على موقع الاتحاد الدولي (مؤرشف)  (الإنجليزية)
- غوشو جينشيف على موقع اتحاد تركيا (لاعب) (الإنجليزية)
- غوشو جينشيف على موقع قاعدة بيانات كرة القدم.إي يو (الإنجليزية)
- غوشو جينشيف على موقع ناشيونال فوتبول تيمز (الإنجليزية)